# Drapelul Arizonei

Steagul statului Arizona

Steagul statului Arizona constă din două câmpuri dreptunghice de suprafețe egale, dar de design și culori diferite, ce împart steagul pe orizontală. În centrul steagului, acoperind ambele zone se află un pentagon stelat regulat de culoare roșiatică, mai exact de culoarea cuprului, semnificând minele de cupru ale Arizonei, din care pornesc spre jumătatea superioară a steagului 13 raze, care simbolizează cele treisprezece colonii ale Marii Britanii, care au devenit cele treisprezece state originare, fondatoare ale Statelor Unite ale Americii. Acestea formează designul dreptunghiului superior al steagului. Șapte dintre aceste raze sunt de culoare roșie, fiind dispuse alternativ cu celelalte șase raze, care sunt de culoare galbenă. Aceste 13 raze de culori alternative prezintă același tip de roșu ca și cel al steagul Statelor Unite ale Americii, respectiv atât roșul cât și galbenul razelor sunt extrem de asemănătoare cu cele ale drapelului spaniol. Jumătatea inferioară a steagului este monocromatică și fără nici un design, având culoarea albastru închis (uneori numit în engleza americană navy blue), de aceeași nuanță ca albastrul din steagul țării. 
Steagul Arizonei a fost adoptat de către ansamblul legislativ statal reunit la 17 februarie 1917, la mai bine de cinci ani de la conferirea statutului de stat al Statelor Unite teritoriului Arizona, ziua de 14 februarie 1912. Steagul a fost designat de colonelul Charles W. Harris, care fusese șeful administrativ al statului Arizona. Primul exemplar al steagului a fost cusut de Nan D. Hayden, soția politicianului arizonian Carl Hayden, care a fost senator al Senatului Statelor Unite din partea Arizonei pentru o perioadă record de 42 de ani, între 1927 și 1969. 
Albastrul, identic cu cel din steagul Uniunii, numit și albastrul libertății ("liberty blue") și auriul sunt culorile definitorii ale Arizonei, în timp ce roșul și auriul sunt aceleași culori ca ale regalității spaniole, dar și cele ale stindardelor purtate de expediția lui Coronado din 1540, așa numita Expediția celor Șapte Orașe ale Cibolei. Culoarea roșiatică a stelei pentagonale semnifică locul întâi în națiune deținut de Arizona în extragerea cuprului. 